# 納羅恰諾-維列伊斯卡亞低地
納羅恰諾-維列伊斯卡亞低地是白俄羅斯的低地，位於尼曼河流域，由格羅德諾州和明斯克州負責管轄，長115至145公里、寬35至75公里，面積8,700平方公里，平均海拔高度150至190米，最高點海拔高度232米。